# 臺中市立日南國民中學
臺中市立日南國民中學（簡稱日南國中）為臺中市大甲區大安溪北日南地區的市立國民中學。

## 校史
- 1968年奉令設校，8月1日正式成立「臺中縣立日南國民中學」。[1]
- 1971年6月，第一屆畢業生畢業。
- 2010年12月隨台中縣市合併升格而更名為「臺中市立日南國民中學」。

## 歷屆校長
- 陳克己（大道國中校長兼任籌備主任）

1. 邱贊坤：1968年－1980年
2. 楊鑑清：1980年－1992年
3. 王錦賜：1992年－1995年
  1. 江義恩：1995年－1995年（教務主任代理）
4. 蔡秋東：1995年－1999年
5. 杜貴欉：1999年－2003年
  1. 張盛林：2003年－2003年8月（教務主任代理）
6. 郭鴻耀：2003年－2009年
7. 李建智：2009年－2015年
8. 舒富男：2015年－2021年
9. 鄭清埄：2021年－現任

## 學區
孟春里、幸福里、日南里、西歧里、建興里、銅安里、福德里、太白里、龍泉里等共九里

## 姊妹校
- ：啓聖中學校（朝鲜语：계성중학교）